# Hermann Schöne (Schauspieler)

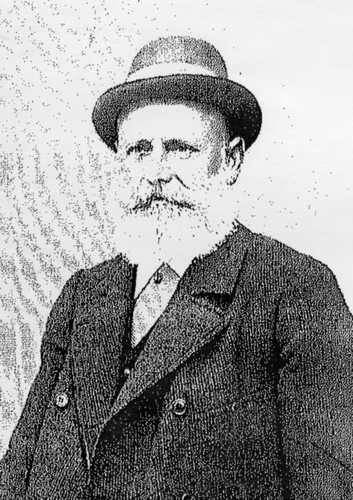
Hermann Schöne

Hermann Schöne (* 2. Oktober 1836 in Dresden; † 9. Dezember
1902 in Wien) war ein deutscher Theaterschauspieler und Schriftsteller.

## Leben
Schöen debütierte am 7. Mai 1853 im Sommertheater zu Reisewitz bei Dresden. Am Beginn seiner Karriere spielte er Naturburschen und Liebhaber und wirkte sogar in Operetten mit. Danach war er in Chemnitz, Erfurt, Rostock, Bremen und Mainz tätig, bevor er 1863 von Heinrich Laube ans Burgtheater berufen wurde, wo er am 27. April als „Didier“ in der Grille debütierte. Dort wirkte er dann volle 36 Jahre, bis er 1899 wegen eines nervöse Leidens von der Burg schied.
Schöne war bekannt für die Darstellung von komischen und volkstümlichen Charakteren. Daneben schrieb er humoristische Novellen aus dem Theaterleben.
Franz von Dingelstedt hat ihn als Darsteller und Menschen mit den Worten gekennzeichnet: „Schöne ist der gute Genius des Hauses. Der Mann lebt nur für das Theater, er ist ein Schauspieler, aber kein Komödiant.“
1959 wurde der Hermann-Schöne-Platz in Wien-Favoriten nach ihm benannt.

## Werke
- Der Chocoladen Poldi. Ein Wiener Märchen von heute. Schmidt: Prag o. J.
- Theater-Boheme. Novelle. Keil: Leipzig 1901
- Theaterluft. Humoresken. Reclam: Leipzig 1901
- Welt und Scheinwelt. Humoresken. Reclam, Leipzig 1903
- Aus den Lehr- und Flegeljahren eines alten Schauspielers. Reclam, Leipzig 1903